# Henri bâtard d’Angoulême

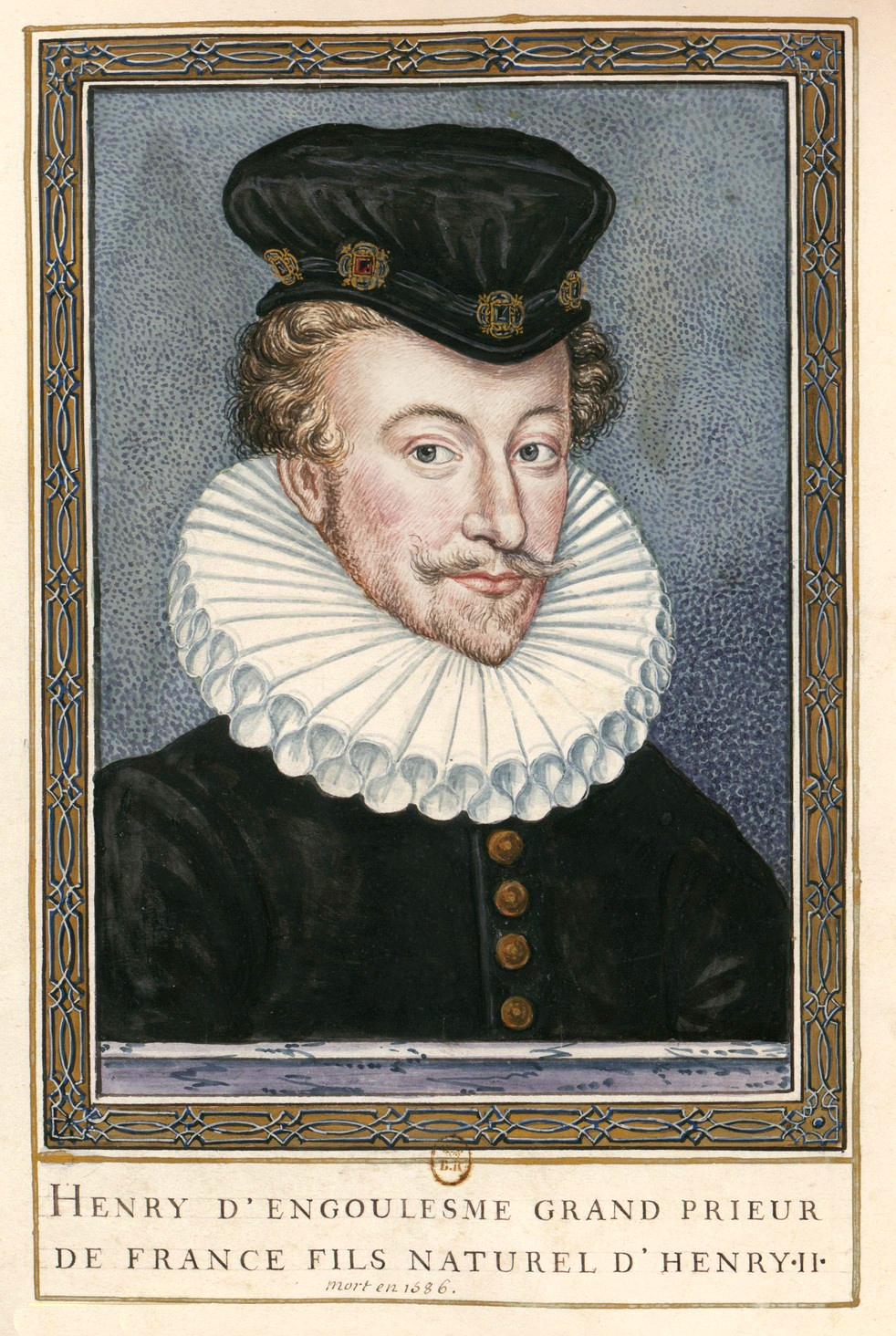
Henri d’Angoulême, anonym, Bibliothèque nationale de France

Henri bâtard d’Angoulême dit le Chevalier d’Angoulême (* 1551 in Aachen; † 2. Juni 1586 in Aix-en-Provence) war ein Legitimé de France, Kleriker und Militärkommandeur während der Hugenottenkriege.

## Biographie
Der Bâtard d‘Angoulême war ein unehelicher Sohn König Heinrich II. und seiner Mätresse Jane Stuart (Lady Fleming), die wiederum eine uneheliche Tochter des schottischen Königs Jakob IV. war und als Gouvernante bei der jungen Maria Stuart diente. Als natürlicher Sohn des Königs wurde Henri bevorzugt und legitimiert; er war Abt von La Chaise-Dieu (ab 1562), Großprior de Malteserordens in Frankreich (ab 1573), Abt von Saint-Pierre-de-Clairac (ab 1568) auf geistlicher, sowie Admiral der Levante-Küste (Chef et capitaine des galères et armées de mer du Levant, 1578/79) und Gouverneur der Provence (ab 1579) auf weltlicher Ebene.
1570 wählten die Anhänger von Maria Stuart, die in England im Exil war, Henri als potenziellen Anführer einer französischen Streitmacht aus, welche die Königin in ihrem Krieg gegen die Anhänger von Jakob VI. von Schottland unterstützen sollte. Die Gefolgsleute der Königin glaubten, dass Henris schottische und französische königliche Herkunft ihm Respekt in Schottland und England einbringen würde. Sie trugen diesen Gedanken dem Botschafter der Königin in Frankreich, John Leslie, vor. Das Vorhaben wurde nicht umgesetzt, weder französische Soldaten noch Henri wurden nach Schottland gesandt.
In der Bartholomäusnacht (die Nacht vom 23. auf den 24. August 1572) plünderte er, wie viele andere Aristokraten auch, die Häuser der Hugenotten, war aber vor allem verantwortlich dafür, dass die verstümmelte Leiche des Admirals Coligny an den Galgen von Montfaucon gehängt wurde.
Als Militär spielte Henri eine wichtige Rolle in den beiden ausgedehnten militärischen Auseinandersetzungen gegen die Hochburgen der Hugenotten auf dem Höhepunkt der französischen Religionskriege. Er nahm an der Belagerung von La Rochelle (1573) teil, die vom Herzog von Anjou, dem zukünftigen König Heinrich III., organisiert wurde und leitete selbst die fünfjährige Belagerung von Ménerbes (1573–1578).
In seiner Zeit als Gouverneur der Provence (ab 1579) war der Dichter François de Malherbe sein Sekretär. Henri selbst schrieb Sonette, von denen eines von Fabrice Caietain vertont wurde.
1586 geriet Henri in Streit mit Philippe Altovitis, Baron de Castellane und königlicher Galeerenkapitän, weil dieser sich negativ über ihn geäußert hatte. Am 1. Juni 1586 traf er diesen im Gasthaus „La Tête-Noire“ in der Rue des Grands-Carmes an, wo er ihn mit seinem Degen durchbohrte und Altovitis ihn seinerseits mit seinem Dolch im Unterleib traf; beide starben bei der Auseinandersetzung, Henri nicht vor Ort, sondern einige Stunden später.
Der Chevalier d‘Angoulême wurde in der Karmeliterkirche von Aix bestattet.